# Brabus
A BRABUS GmbH, fundada em 1977 em Bottrop (Vale do Ruhr), na Alemanha, é uma empresa de tuning de alto desempenho especializada em veículos Mercedes-Benz, Smart, Tesla e Maybach. A Brabus tornou-se a maior preparadora da Mercedes, com exceção da Mercedes-AMG, que se tornou afiliada à Daimler AG nos anos 90, e é considerada a melhor preparadora do mundo de acordo com a revista Auto Motor und Sport. No Brasil, a Brabus é representada oficialmente pela Strasse desde 2014.

## História
A empresa começou com Bodo Buschmann com o objetivo de personalizar os seus carros, mas descobriu que a maioria das preparadoras existentes não conseguiam cumprir os seus pensamentos ou as suas exigências, então  decidiu começar a sua própria marca. Então Buschmann decidiu lançar a sua própria marca, a BRABUS GmbH que foi originalmente registada em 1977 na Alemanha com o amigo de Buschmann, Klaus Brackman, devido a uma lei alemã que exigia pelo menos duas pessoas no estabelecimento de uma empresa. O nome da empresa deriva das três primeiras letras dos sobrenomes dos fundadores (Brackman, Buschmann). Após a fundação da empresa, Brackman não demonstrou interesse em modificar veículos ou administrar um negócio, por isso vendeu as suas ações a Buschmann por 100 euros.
Em 2012, a BRABUS GmbH começou a construir a sua terceira fábrica em Bottrop.
Após o falecimento de Bodo Buschmann, em abril de 2018, o seu filho Constantin Buschmann passou a exercer o cargo de presidente da companhia.
- BRABUS G36
- BRABUS Bullit 800
- Viatura policial alemã preparada pela BRABUS